# Route 371 (Québec)
Pour les articles homonymes, voir Route 371.
La route 371 (R-371) est une route régionale québécoise d'orientation nord / sud située sur la rive nord du fleuve Saint-Laurent. Elle dessert la région administrative de la Capitale-Nationale.

## Tracé
La route 371 débute à Québec à l'angle de l'A-573 et se termine à Stoneham-et-Tewkesbury à un échangeur avec le multiplex formé par l'A-73 et la route 175.
Du sud au nord elle porte successivement les noms de :
- Rue de Montolieu
- Boulevard Valcartier
- 5e Avenue
- Avenue Tewkesbury

Dans sa partie nord, c'est une route panoramique très prisée des motocyclistes et des cyclistes de la région de Québec grâce à ses paysages époustouflants. Elle est également surnommée « route des Équerres » par les gens du coin en raison de ses virages à 90 degrés et de ses pentes prononcées très fréquentes. Jadis, elle débutait sur la route 138 dans l'arrondissement Les Rivières, mais le ministère des Transports a décidé d'abandonner le tronçon au sud de l'A-573 au milieu des années 2000, le cédant à la ville de Québec comme simple rue.

## Localités traversées (du sud au nord)
Liste des municipalités dont le territoire est traversé par la route 371, regroupées par municipalité régionale de comté.

### Capitale-Nationale
Hors MRC
- Québec
  - Arrondissement La Haute-Saint-Charles

La Jacques-Cartier
- Saint-Gabriel-de-Valcartier
- Stoneham-et-Tewkesbury

## Intersections majeures
| MRC                | Municipalité           | km    | Destinations                         | Notes                                                 |
| ------------------ | ---------------------- | ----- | ------------------------------------ | ----------------------------------------------------- |
| Québec             | Québec                 | 0,00  | A-573 – Pont Pierre-Laporte, Shannon | Intersection à niveau                                 |
| La Jacques-Cartier | Stoneham-et-Tewkesbury | 38,40 | A-73 sud / R-175 – Saguenay, Québec  | Sortie 167 de l'A-73 / R-175; terminus nord de l'A-73 |
|                    |                        |       |                                      |                                                       |